# Bioterorism
Bioterorismul este eliberarea deliberată de virusuri, bacterii, toxine sau alți agenți daunatoari folosiți pentru a produce boli sau moartea oamenilor, animalelor sau plantelor. Acești agenți sunt de obicei găsiți în natură, dar este posibil că acestea să sufere mutații sau modificări pentru a crește capacitatea lor de a provoca o boală, a le face rezistente la medicamentele actuale, sau pentru a crește capacitatea lor de a se răspandi în mediul înconjurător. Agenții biologici pot fi răspândiți prin aer, apă, sau în alimente. Teroriștii au tendința de a folosi agenți biologici, deoarece acestea sunt extrem de dificil de detectat și nu provoacă boli decât după câteva ore sau câteva zile. Unii agenți ai terorismului biologic, cum ar fi virusul variolei, se poate transmite de la persoană la persoană, iar altele, cum ar fi antraxul, nu se răspândesc.
Bioterorismul este o armă atractivă, deoarece agenții biologici sunt relativ ușor și ieftin de obținut, poate fi ușor difuzați și poate provoca frică și panică pe scară largă dincolo de daune fizice reale. Cu toate acestea, lideri militari au aflat că, din punct de vedere militar, bioterorism are unele limitări importante, fiind dificil să se angajeze o armă biologică într-un mod în care numai inamicul să fie afectat, nu și forțele aliate. O armă biologică este utilă pentru teroriști, în principal că o metodă de a crea panică în masă și la perturbarea unui stat sau țară. Cu toate acestea, tehnicieni precum Bill Joy au avertizat în legătură cu potențialul pe care ingineria genetică ar putea să să îl capete în mâinile bio-teroriștilor.
Au fost discutate utilizarea de agenți care nu afectează omul, dar perturbă economia. Un agent patogen extrem de relevant în acest context, este febra aftoasă, virus care este capabil să provoce daune economice pe scară largă și îngrijorarea opiniei publice (asemeni focarelor de febra aftoasă 2001 și 2007 în Marea Britanie), în timp ce nu are aproape nici o capacitate de a infecta oamenii.

## Primele expuneri ale terorismului biologic
Terorismului biologice datează din Roma antică, atunci când materiile fecale erau aruncate în fețele dușmanilor. Această versiune timpurie a terorismului biologic a continuat în secolul XIV în cazul ciumei bubonice, folosită pentru infiltrarea în orașele inamice, atât că mod de insuflare fricii de infecție a locuitorilor cât și în speranța că vor evacua locuințele. Febra aftoasă, de asemenea, a mai fost folosită pentru a distruge apărarea celor care nu cedau atacului. Utilizarea unor asemenea arme în această etapă a istoriei a prezentat lipsa de control pe care agresorii o aveau asupra propriilor arme biologice. Incapacitatea de a controla dușmani care au scăpat vii din confruntări a dus la epidemii pe scară largă lucru ce a afectat nu numai forțele inamice, dar și locuitorii regiunilor învecinate. Din cauza utilizării acestor arme biologice, precum și din lipsa medicamentelor necesare pentru a apară regiunile înconjurătoare, epidemia de ciumă bubonică a traversat rapid întreagă Europa, distrugând o mare parte din populație.Victime ale terorismului biologic au devenit arme ei înșiși. Acest lucru a fost observat dar progresele medicale nu au ajuns destul de departe pentru a preveni consecințele utilizării armelor biologice. De-a lungul timpului, arme biologice au devenit mai complexe. Țările au început să dezvolte arme care au fost mult mai eficace și mult mai puțin susceptibile de a provoca infecții părților atacatoare. Îmbunătățirea semnificativă în dezvoltarea armelor biologice a fost prima utilizare a Antraxului . Eficacitatea Antraxului a fost inițial limitată la victimele cu doze mari. Această a devenit ulterior alegerea ideeala, deoarece era ușor de transmis , avea o rată ridicată a mortalității, și era ușor de obținut. De asemenea, variante ale bacteriei antrax pot fi găsite în întreagă lume astfel este armă biologică preferată în secolul al XIX-lea. O altă proprietate a antraxului care a ajutat la răspândirea utilizării acestuia că armă biologică este capacitatea să slabă de a se răspândi dincolo de populația vizată, antraxul nefiind transmisibil de la persoană la persoană.

## Utilizarea armelor biologice in secolul XX
La începerea Primul Război Mondial s-a incercercat utilizarea antraxului la animale dar acest lucru s-a dovedit a fi ineficient. La scurt timp după începerea primului război mondial, Germania a lansat o campanie de sabotaj biologic împotriva Statelor Unite, Rusiei, României și Franței. La acea vreme, Anton Dilger trăia în Germania, dar în 1915 el a fost trimis în Statele Unite să transporte culturi de morvă, o boală virulentă la cai și cătări. Dilger a înființat un laborator în casă lui din Chevy Chase, Maryland. El a folosit hamali care lucrau la docurile din Baltimore pentru a infectă caii cu morvă în timp ce aceștia așteaptau să fie expediați în Marea Britanie. Dilger a fost suspectat a fi agent german, dar nu a fost niciodată arestat. Dilger în cele din urmă a fugit în Madrid, Spania, unde a murit în timpul pandemiei de gripă din 1918. În 1916, rușii au arestat un agent german cu intenții similare. Germania și aliații săi au infectat caii cavaleriei franceze și mulți dintre cătări și caii Rusiei de pe Frontul de Est. Aceste acțiuni au împiedicat mișcări de trupe și artilerie, precum și convoaiele de aprovizionare. 
Dezvoltarea armelor biologice americane a început în 1942. Președintele Franklin D. Roosevelt l-a numit pe George W. Merck responsabil de crearea unor programe de dezvoltare. Aceste programe au continuat până în 1969, atunci când prin ordin executiv președintele Richard Nixon a închide toate programele legate de utilizarea armelor biologice de către SUA.
Președintele SUA, Richard M. Nixon a anunțat nouă să politică privind războiul biologic la o conferință de presă în Roosevelt Room, la Casă Albă pe 25 noiembrie 1969. "Armele biologice au consecințe masive, imprevizibile, și potențial incontrolabil", a declarat el. "Poate produce epidemii globale și poate afecta starea de sănătate a [[generațiile viitoare |generațiilor viitoareîî." El a declarat ulterior că, recunoscând aceste pericole, Statele Unite au decis să distrugă întreagă să rezervă de agenți biologici și pornește un program de cercetare biologică în măsuri defensive, cum ar fi vaccinurile și detectoarele de câmp. După 1970, eforturile globale pentru a preveni dezvoltarea armelor biologice și utilizarea acestora erau larg răspândite. La 10 august 1972, președintele Richard M. Nixon a transmis Senatului Statelor Unite spre ratificare Convenția privind armele biologice. În transmitere, el afirmă: „Prezint, Senatului pentru ratificare, Convenția privind interzicerea dezvoltării, producerii și stocării armelor bacteriologice (biologice) și toxice, precum și privind distrugerea acestora , fiind deschisă pentru semnare la Washington, Londra și Moscova pe 10 aprilie 1972. Textul acestei convenții este rezultatul a trei ani de dezbatere intensă de negociere cu Conferință Comitetului pentru dezarmare de la Geneva a Națiunile Unite. Această prevede că părțile se angajează să nu dezvolte, producă, stocheze sau păstreze agenți biologici sau toxine, de tipuri și în cantități care nu au nicio justificare pentru scopuri pașnice, precum și pentru arme, echipamente și mijloace de livrare concepute pentru utilizarea acestor agenți sau toxine în scopuri ostile sau în conflicte armate”.
În 1972 poliția din Chicago a arestat doi studenți, Allen Schwander și Stephen Pera, care a planificat să otrăvească rețeaua de aprovizionare cu apă a orașului cu bacteria tifoidă . Schwander a fondat un grup terorist, Rise, în timp ce Pera colectată și crescutea culturi de la spitalul unde lucra. Cei doi bărbați au fugit în Cuba, după ce a fost eliberat pe cauțiune. Schwander a murit din cauze naturale în 1974, în timp ce Pera s-a întors în SUA în 1975 și a fost pus pe probațiune.
Din acel moment, eforturile de a folosi arme biologice a fost mai evident, mici organizații radical încercând să creeze teamă în ochii unor grupuri mari. Unele eforturi au fost parțial eficace în generarea de frică, din cauza lipsei de vizibilitate asociate cu utilizarea de arme biologice moderne, de către organizațiile mici.

## Secolului 21 și armele biologice

#### 2001 - Statele Unite ale Americii - Atacurile cu Antrax
În septembrie și octombrie 2001, mai multe cazuri de antrax au izbucnit în Statele Unite ele fiind cauzate în mod deliberat. Scrisori cu antrax au fost livrate la birourile de știri și mass-media dar și la Congresului SUA. Scrisorile au ucis 5 persoane. Testele efectuate pe tulpină antrax folosit în atac au indicat o sursă internă, eventual de la programul de arme biologice. Cu toate acestea atacurile au provocat eforturile de a defini bioaparare și de biosecuritate, cazul în care mai multe definiții au limitat debiosecuritate s-au concentrat asupra efectelor neintenționate sau accidentale ale tehnologiilor agricole și medicale. 

#### Tipuri de agenți
În conformitate cu legislația actuală a Statelor Unite ale Americii, bio-agenții care au fost declarați de către Departamentul de Sănătate și Servicii Umane sau Departamentul Agriculturii din SUA ca având potențialul de a constitui o amenințare gravă pentru sănătatea publică și siguranță sunt oficial definite ca „agenți selectați”. CDC clasifică acești agenți (A, B sau C).

#### Categoria A
Acești agenți de înaltă prioritate prezintă un risc pentru securitatea națională, pot fi ușor transmis și difuzat, duc la mortalitate mare, au un impact potențial major față de sănătatea publică, poate provoca panică publică , sau necesită acțiuni de pregătirea a sănătății publice.

##### Antrax
Antraxul este o boală non-contagioasă cauzată spori antraxului formatoare de bacterie Bacillus. Un vaccin antrax nu există, dar necesită mai multe preparate injectabile pentru utilizarea stabilă. Când e descoperit precoce , antraxul poate fi vindecată prin administrarea antibioticelor (cum ar fi ciprofloxacină). Prima să utilizare în terorismul modern cu arme biologice a avut loc atunci când „luptători scandinavi pentru libertate”, având că furnizor Statul Major German au folosit antrax cu rezultate necunoscute împotriva Armatei Imperiale Ruse în 1916 în Finlanda. În 1993, Aum Shinrikyo utilizate antrax într-o încercare nereușită în Tokyo. Anthrax a fost folosit într-o serie de atacuri asupra mai multor birouri ale unor senatori ai SUA la sfârșitul anului 2001. Antraxul a fost într-o formă de pulbere și a fost livrat prin poștă. Antraxul este una dintre puținii agenții biologici pentru care angajații federali au fost vaccinați.Tulpină utilizată în atac cu antrax din 2001, a fost identic cu tulpină utilizată de către USAMRIID. 

##### Variola
Variola este un virus foarte contagios. Acesta se transmite cu ușurință prin atmosfera și are o rată ridicată a mortalității (20-40%). Variola a fost eradicată în anii 1970, datorită unui program de vaccinare în toată lumea . Cu toate acestea, unele mostre de virus sunt încă disponibile în laboratoarele rușilor și americanilor. Unii cred că, după prăbușirea Uniunii Sovietice, culturi de variolă au devenit disponibile în alte țări. Deși oamenii născuți după 1970 au fost vaccinați pentru variolă în cadrul programului OMS, eficacitatea vaccinării este limitată, deoarece vaccinul oferă nivel ridicat de imunitatepentru doar între 3 și 5 ani. Protecția revaccinării lui durează mai mult. Că armă biologică, variolă este periculoasă din cauza naturii extrem de contagioase. De asemenea, raritatea cu care vaccinurile sunt administrate în rândul populației generale, după eradicarea bolii ar lasă majoritatea oamenilor neprotejati în cazul apariției unui focar. Variolă apare numai la om și nu are nici gazde externe nici vectori.

##### Toxina botulinică
Toxina botulinică este una dintre cele mai mortale toxine și este produsă de bacteria Clostridium botulinum. Botulismul cauzează deces prin insuficiență respiratorie și paralizie. Mai mult, toxina este ușor disponibilă în toată lumea din cauza cererilor sale cosmetice și în preparatele injectabile.

#### Categoria B
Categoria B cuprinde agenți biologici moderați, dar care pot să disemineze ușor și au rate scăzute de mortalitate.
- Brucelozei (Brucella specii)
- Toxina Epsilon data de Clostridium perfringens
- Amenințări la adresa siguranței alimentare (de exemplu, specii de Salmonella, E coli O157: H7, Shigella, Staphylococcus aureus)
- Răpciuga  (Burkholderia mallei)
- Melioidosis (Burkholderia pseudomallei)
- Psitacoza (Chlamydia psittaci)
- Febra Q (Coxiella burnetii)
- Ricin- toxina data de Ricinus communis (boabe de ricin)
- Toxina Abrin data de Abrus precatorius (mazărea Rozariului)
- Stafilococice B enterotoxinei
- Tifosul (Rickettsia prowazekii)

#### Categoria C
Categoria C cuprinde agenți care sunt dezvoltatori de agenți patogeni și care ar putea fi difuzati în masă, din cauza disponibilității lor, ușurința de producție și difuzare, rata de mortalitate mare, sau capacitatea de a provoca un impact major pentru sănătatea dumneavoastră.
- Nipah virus
- Hantavirus
- SRAS
- O tulpină H1N1 a gripei
- HIV/SIDA

## Planificare și răspuns în atacuri biologice

#### Planificarea poate implica dezvoltarea de sisteme de identificare biologice.
Până de curând în Statele Unite, majoritatea strategiilor biologice de apărare au fost orientate la protejarea soldaților pe câmpul de luptă, mai degrabă decât oamenii obișnuiți în orașe. Reducerile financiare au limitat urmărirea focarelor de boli. Unele focare, cum ar fi intoxicația alimentară din cauza E. coli sau Salmonella, ar putea fi de origine naturală sau deliberată.

#### Pregătirea in caz de atac
Agenții biologici sunt relativ ușor de obținut de către teroriști și devin tot mai amenintatoari în SUA, deși laboratoarele lucrează la sisteme de detectare avansate pentru a oferi o avertizare timpurie și pentru a facilita un tratament prompt. Metode pentru estimarea utilizării agenților biologici în zonele urbane, precum și evaluarea zonei pentru pericolele asociate cu un atac biologic sunt stabilite în orașele mari. În plus, tehnologiile medico-legale lucrează la identificarea agenților biologici, originea geografică a acestora și/sau tulpina lor inițială. Eforturile includ tehnologii de decontaminare fără a provoca probleme suplimentare legate de mediu.
Depistarea precoce și reacția rapidă la bioterorism depind de cooperarea strânsă între autoritățile de sănătate publică și aplicarea legii, cu toate acestea, o astfel de cooperare este în prezent inexistentă. Activele naționale de detectare și stocurile de vaccin nu sunt utile în cazul în care oficialitățile locale și de stat nu au acces la acestea.

#### Bio-supraveghere
În 1999, la Universitatea din Pittsburgh, Centrului pentru domeniul informaticii biomedicale a desfășurat primul sistem automat de detectie a bioterorismului , numit SSRTD (Sistem de Supraveghere in timp real al Bolilor). SSRTD este conceput pentru a atrage colectarea datelor din mai multe surse și să le utilizeze pentru a detecta un eveniment bioterorist posibil în cel mai scurt timp. SSRTD, și alte sisteme ca acesta, colectează date din surse, inclusiv date clinice, date de laborator și datele din vânzarile de droguri în întreaga țară. În 2000, Michael Wagner, codirector al laboratorului SSRTD si Andron Aryel, un subcontractant, au venit cu ideea de a obține date de la mediuri „non-tradiționale” (non-medicale). Laboratorul SSRTD a făcut eforturi care în cele din urmă a condus la stabilirea Monitor Retail, un sistem care colectează date de la 20.000 de locatii de retail la nivel național.

#### Răspuns la incidentul sau la amenințare de tip bioterorist
Agențiile guvernamentale care ar fi chemate să răspundă la un incident bioterorist ar include agenții de aplicare a legii, materiale periculoase/unități de decontaminare și unități medicale de urgență. Armata SUA are unități specializate, care pot răspunde la un eveniment bioterorist, printre ei sunt US Marine Corp, unități biologice, chimice și Comandamentul de sprijin al Armatei SUA 20, care pot detecta, identifica,  neutraliza amenințările, decontamina victimele expuse la agenți bioteroriști.

## Legături externe
- Centrul de Cercetare și Prevenire a Bioterorismului - CCPB Arhivat în 15 septembrie 2017, la Wayback Machine.